# Josef Aigner (Politiker, 1884)
 Josef Aigner  (* 19. März 1884 in Linz; † 5. August 1947 ebenda) war ein oberösterreichischer Landesbeamter und Politiker der Christlichsozialen Partei (CS).

## Leben
Er absolvierte das Bischöfliche Gymnasium Petrinum und das Studium der Rechte in Graz. Während seines Studiums wurde er 1904 Mitglied der katholischen Studentenverbindung KÖHV Carolina Graz, damals im CV, ab 1933 im ÖCV. Er war später Landesparteiobmann der CSP Oberösterreich, Präsident des Katholischen Volksvereins und Präsident des Katholikentages der Diözese Linz 1923.

## Politik
1909 wurde er Aspirant des Konzeptsbüro des Landesausschusses des Landes Oberösterreich. 1918 wurde er Landessekretär und 1921 Oberlandesamtsrat.
Vom 4. März 1919 bis zum 9. November 1920 war er Mitglied der Konstituierenden Nationalversammlung und vom 10. November 1920 bis zum 2. Juni 1934 während der I., II., III. und IV. Gesetzgebungsperiode Abgeordneter zum Nationalrat.
Von 1934 bis 1938 war er Leiter des Ressorts Genossenschaftswesen im Amt der oberösterreichischen Landesregierung.

## Kriegszeit
Nach dem Anschluss wurde er – da als Katholik und ÖCVer Gegner der Nationalsozialisten – mit halben Bezügen zwangspensioniert, zusätzlich fand eine Hausdurchsuchung statt. Nach dem gescheiterten Attentat vom 20. Juli wurde er am 23. August 1944 verhaftet und verblieb bis zum 5. September 1944 im Polizeigefängnis in Linz, eine Beteiligung am Attentat wurde nicht nachgewiesen.